# Lycophotia
Lycophotia là một chi bướm đêm thuộc họ Noctuidae.

## Các loài tiêu biểu
- Lycophotia cissigma (Ménétriés, 1859)
- Lycophotia erythrina (Herrich-Schäffer, [1852])
- Lycophotia molothina (Esper, 1789)
- Lycophotia phyllophora (Grote, 1874)
- Lycophotia porphyrea - True Lover's Knot ([Schiffermüller], 1775)
- Lycophotia velata (Staudinger, 1888)